# Seznam Lego filmů a televizních seriálů
Toto je seznam filmů a televizních seriálů vyrobené společností Lego Group a/nebo na základě Lego stavebnice.

## Celovečerní filmy

### Promítané v kinech
| Rok           | Původní název                     | Český název       | Produkční studio       | Stav      |
| ------------- | --------------------------------- | ----------------- | ---------------------- | --------- |
| 2014          | The Lego Movie                    | LEGO příběh       | Warner Animation Group | Vydáno    |
| 2017          | The Lego Batman Movie             | LEGO Batman film  | Warner Animation Group | Vydáno    |
| 2017          | The Lego Ninjago Movie            | LEGO Ninjago film | Warner Animation Group | Vydáno    |
| 2019          | The Lego Movie 2: The Second Part | LEGO příběh 2     | Warner Animation Group | Vydáno    |
| bude oznámeno | Untitled Lego film                | bude oznámeno     | Universal Pictures     | Ve vývoji |

### Pouze v prodeji
| Rok  | Původní název                                                             | Český název                                                        | Produkční studio              | Poznámky                                                                |
| ---- | ------------------------------------------------------------------------- | ------------------------------------------------------------------ | ----------------------------- | ----------------------------------------------------------------------- |
| 2003 | Bionicle: Mask of Light                                                   | Bionicle: Maska světla                                             | Creative Capers Entertainment |                                                                         |
| 2004 | Bionicle 2: Legends of Metru Nui                                          | Bionicle 2: Legenda Metru Nui                                      | Creative Capers Entertainment | Prequel k Bionicle: Mask of Light                                       |
| 2005 | Bionicle 3: Web of Shadows                                                | Bionicle 3: Pavučina stínů                                         | Creative Capers Entertainment | Pokračování Bionicle: Legends of Metru Nui                              |
| 2009 | Bionicle: The Legend Reborn                                               | Bionicle: Zrození legendy                                          | Threshold Animation Studios   |                                                                         |
| 2010 | Lego: The Adventures of Clutch Powers                                     | Lego: Clutch Powers zasahuje                                       | Threshold Animation Studios   |                                                                         |
| 2010 | Hero Factory: Rise of the Rookies                                         | Hero Factory: Nový tým                                             | Threshold Animation Studios   | Z Hero Factory se stal televizní seriál a rodělil tyto filmy na epizody |
| 2011 | Hero Factory: Savage Planet                                               | Hero Factory: Divoká planeta                                       | Threshold Animation Studios   | Z Hero Factory se stal televizní seriál a rodělil tyto filmy na epizody |
| 2013 | Lego Batman: The Movie – DC Super Heroes Unite                            | Lego Batman: Film, také jako Lego Batman: Superhrdinové se spojili | TT Animation                  | Na základě videohry Lego Batman 2: DC Super Heroes                      |
| 2015 | Lego Friends: Girlz 4 Life                                                | Lego Friends: Kámošky napořád                                      | M2 Entertainment              |                                                                         |
| 2015 | Lego DC Comics Super Heroes: Justice League vs. Bizarro League            | Lego: DC - Liga spravedlivých vs Bizarro                           | Warner Bros. Animation        |                                                                         |
| 2015 | Lego DC Comics Super Heroes: Justice League: Attack of the Legion of Doom | Lego: Liga spravedlivých vs Legie zkázy                            | Warner Bros. Animation        |                                                                         |
| 2016 | Lego DC Comics Super Heroes: Justice League: Cosmic Clash                 | Lego DC Super hrdinové: Vesmírný souboj                            | Warner Bros. Animation        |                                                                         |
| 2016 | Lego Scooby-Doo! Haunted Hollywood                                        | Lego Scooby-Doo! Strašidelný Hollywood                             | Warner Bros. Animation        |                                                                         |
| 2016 | Lego DC Comics Super Heroes: Justice League: Gotham City Breakout         | Lego DC Super hrdinové: Útěk z Gothamu                             | Warner Bros. Animation        |                                                                         |
| 2017 | Lego Scooby-Doo! Blowout Beach Bash                                       | Lego Scooby-Doo! Případ pirátského pokladu                         | Warner Bros. Animation        |                                                                         |
| 2017 | Lego DC Super Hero Girls: Brain Drain                                     | LEGO DC Superhrdinky: Brain Drain                                  | Warner Bros. Animation        |                                                                         |
| 2018 | Black Panther: Trouble in Wakanda                                         | bude oznámeno                                                      | Warner Bros. Animation        |                                                                         |
| 2018 | Lego DC Comics Super Heroes: The Flash                                    | Lego DC Super hrdinové: Flash                                      | Warner Bros. Animation        |                                                                         |
| 2018 | Lego DC Super Hero Girls: Super-Villain High                              | Lego DC Superhrdinky: Střední škola pro padouchy                   | Warner Bros. Animation        |                                                                         |
| 2018 | Lego DC Comics Super Heroes: Aquaman                                      | Lego DC Super hrdinové: Aquaman                                    | Warner Bros. Animation        |                                                                         |
| 2019 | Lego DC Batman: Family Matters                                            | v češtině nevyšlo                                                  | Warner Bros. Animation        |                                                                         |
| 2020 | Lego DC Shazam!: Magic and Monsters                                       | v češtině nevyšlo                                                  |                               |                                                                         |

## Krátké filmy
| Rok  | Název                                                | Produkční studio            | Poznámky                               |
| ---- | ---------------------------------------------------- | --------------------------- | -------------------------------------- |
| 2001 | Jack Stone                                           | Artworld UK                 | Vydáno na VHS                          |
| 2001 | Monty Python & the Holy Grail in Lego                | Spite Your Face Productions | vydáno jako DVD bonus                  |
| 2005 | Lego Star Wars: Revenge of the Brick                 | Treehouse Animation         | Premiéra na Cartoon Network            |
| 2008 | Lego Indiana Jones and the Raiders of the Lost Brick | M2Film                      | Premiéra na Cartoon Network            |
| 2009 | Lego Star Wars: The Quest for R2-D2                  | M2Film                      | Premiéra na Cartoon Network            |
| 2010 | Lego Clutch Powers: Bad Hair Day                     | Threshold Animation Studios | vydáno jako DVD bonus                  |
| 2010 | Lego Star Wars: Bombad Bounty                        | M2Film                      | Premiéra na Cartoon Network            |
| 2011 | Lego City: Clutch Powers 4-D Adventures              | Threshold Animation Studios | Ukázáno v zábavních parcích Legoland   |
| 2014 | Enter the Ninjago                                    | Warner Animation Group      | Bonus na DVD filmu LEGO příběh         |
| 2016 | The Lego Movie: 4D - A New Adventure                 | Warner Animation Group      | Ukázáno v zábavních parcích Legoland   |
| 2016 | Nexo Knights 4D: The Book of Creativity              | M2 Entertainment            | Ukázáno v zábavních parcích Legoland   |
| 2016 | The Master                                           | Warner Animation Group      | Uveden v kinech s Čápím dobrodružstvím |

### Televizní speciály
| Rok  | Původní název                                                         | Český název                                  | Produkční studio                             | Poznámky                               |
| ---- | --------------------------------------------------------------------- | -------------------------------------------- | -------------------------------------------- | -------------------------------------- |
| 2010 | Lego Atlantis: The Movie                                              | Lego Atlantis                                | Threshold Animation Studios                  |                                        |
| 2011 | Lego Star Wars: The Padawan Menace                                    | Lego Star Wars: Padawanská hrozba            | Lucasfilm                                    | Premiéra na Cartoon Network            |
| 2012 | Lego Star Wars: The Empire Strikes Out                                | Lego Star Wars: Impérium útočí               | Threshold Animation Studios                  | Premiéra na Cartoon Network            |
| 2013 | Lego Marvel Super Heroes: Maximum Overload                            | Marvel Superhrdinové                         | Arc Productions                              | Původně vysíláno v pětidílné minisérii |
| 2014 | Brick Like Me                                                         | Život v kostce                               | Gracie Films / Film Roman / 20th Century Fox | Simpsonovi 550. epizoda seriálu        |
| 2014 | Lego DC Comics: Batman Be-Leaguered                                   | Superhrdinové: Batman do Ligy!               | Warner Bros Animation                        | Premiéra na Cartoon Network            |
| 2015 | Lego Marvel Super Heroes: Avengers Reassembled!                       | Marvel Superhrdinové - Avengers: Sjednocení! | Arc Productions                              | Premiéra na Disney XD                  |
| 2015 | Lego Scooby-Doo: Knight Time Terror                                   | bude oznámeno                                | Premiéra na Cartoon Network                  |                                        |
| 2015 | Lego Elves: Unite the Magic                                           | bude oznámeno                                | Ja Film                                      |                                        |
| 2016 | Lego Jurassic World: The Indominus Escape                             | Jurský svět: Indominus na útěku              | YouTube                                      |                                        |
| 2017 | Lego DC Super Hero Girls: Galactic Wonder                             | bude oznámeno                                |                                              |                                        |
| 2017 | Lego Marvel Super Heroes - Guardians of the Galaxy: The Thanos Threat | bude oznámeno                                | Marvel Entertainment / LEGO                  | Premiéra na Disney XD                  |

## Televizní seriály
| Rok         | Název                                    | Produkční studio                      |  |
| ----------- | ---------------------------------------- | ------------------------------------- |  |
| 1987        | Edward and Friends                       | FilmFair                              |  |
| 2015        | Lego Star Wars: Příběhy Droidů           | Wil Film                              |  |
| 2013–2014   | Lego Star Wars: Yodovy kroniky           | Wil Film                              |  |
| 2010–2014   | Lego Hero Factory                        | Threshold Animation Studios           |  |
| 2013–2014   | Chima                                    | M2Film / Prime Focus / Wil Film       |  |
| 2014–2016   | Mixels                                   | Cartoon Network Studios               |  |
| 2016        | Lego Star Wars: Dobrodružství Freemakerů | Disney XD                             |  |
| 2016        | Lego Bionicle: Journey to One            | Volta                                 |  |
| 2015–2017   | Lego Nexo Knights                        | M2 Zábavy                             |  |
| 2015–2019   | Lego Elves                               | Ja Film                               |  |
| 2012–2017   | Lego Friends                             | M2Film                                |  |
| 2016        | Lego Friends: Síla Přátelství            |                                       |  |
| 2017-2020   | Unikitty!                                | Warner Bros. Animation                |  |
| 2019-2020   | Lego Hidden Side                         | Pure Imagination Studios              |  |
| Probíhající |                                          |                                       |  |
| 2011–       | Lego Ninjago                             | (Wil Film 2011-2019) (Wildbrain 2019) |  |
| 2018-       | Lego Friends: Girls on a Mission         | M2Film                                |  |
| 2019-       | LEGO City Dobrodružství                  | The Lego Group                        |  |
| 2020-       | Lego Monkie Kid                          | Flying Bark Productions               |  |